# Наргиз Закирова
Наргиз Пулатовна Закирова (рус. Наргиз Пулатовна Закирова, узб. Nargiz Po'latovna Zokirova; Ташкент, 6. октобар 1970) руска је поп и рок певачица узбечког порекла.
Популарност је стекла учешћем у другој сезони музичког талент такмичења Голос 2013. у којем је освојила друго место. Године 2015. проглашена је за најбољу певачицу године у Русији, те за најбољег рок извођача. Живи и ради у Москви.

## Биографија
Наргиз Закирова родила се 6. октобра 1970. године у престоници тадашње Узбечке Совјетске Републике Ташкенту у познатој музичкој породици. Њена мајка Лујза Каримовна била је популарна интерпретаторка узбечких народних песама током шездесетих и седамдесетих година прошлог века, заслужна уметница Узбечке ССР (од 1968), док је њен отац Пулат Сионович Мордухајев (иначе бухарски Јевреј) свирао бубњеве у групи којом је руководио њен ујак Батир Закиров. Њен деда Карим Закиров (1912−1977) био је оперски певач и заслужни уметник Узбечке ССР, а музиком се бавила и њена бака Шоиста Саидова која је певала као солиста у Ташкентском музичко-драмском позоришу (такође заслужна уметница Узбечке ССР).
С обзиром да је одрасла у музичкој породици Наргиз се почела бавити музиком у најранијем детињству. На сцени се први пут појавила са свега 4 године, док је као петнаестогодишња тинејџерка 1986. учестовала на фестивалу у Јурмали где је са песмом Помни меня (Запамти ме) освојила награду публике. Године 1995. са родитељима и кћерком емигрирала је из Узбекистана у Сједињене Државе где је током прве године боравка у Њујорку радила разне послове, од продавачице у супермаркету до раднице у тату салону. Паралелно са свакодневним пословима за хонорар је наступала у мање познатим бендовима као главни вокал. Године 2001. снимила је албум са етно песмама Золотая клетка (Златни кавез), али без неког запаженијег успеха.
Учестовала је на кастингу за премијерно издање музичког ријалитија Голос 2012. од ког је одустала (иако је прошла у главни део такмичења) због болести оца (њен отац Пулат преминуо је у априлу наредне године). Након повратка у Москву пријављује се за другу сезону Голоса учешћем у ком је скренула на себе пажњу руске музичке јавности и публике. Након учешће у Голосу где је освојила друго место у финалној емисији одржаној 27. децембра 2013. године почиње сарадњу са чувеним руским продуцентом Максимом Фадејевим. Дебитантски сингл Я не твоя война (Ја нисам твој рат) који је објавила 3. јула 2014. наишао је на одличан пријем код публике. Званичан видео спот за песму премијерно је приказан у октобру исте године, а снимила га је са својим супругом Филипом Балцаном.
У јулу 2014. освојила је гран при међународног музичког фестивала „Беле ноћи Санкт Петерсбурга” на којем је по први пут званично наступила као представница Русије.
Други сингл објављен почетком фебруара 2015. под називом Ты моя нежность (Ти си моја нежност) наишао је на више него одличне реакције публике и донео јој је једну од најпрестижнијих музичких награда у Русији „Златни грамофон”.
Трећи сингл под називом Я не верю тебе! (Не верујем ти!) објављује 15. децембра 2015, а потом је уследио и сингл Беги (Бежи) објављен 17. маја 2016. године. Њен дебитантски албум Шум сердца (Откуцаји срца) са 15 композиција (укључујући и сва четири сингла) званично би требало да буде објављен 7. октобра 2016. годне.
Има троје деце, кћерке Сабину и Лејлу и сина Ауеља. Тренутно живи и ради у Москви.